# James A. Marcus

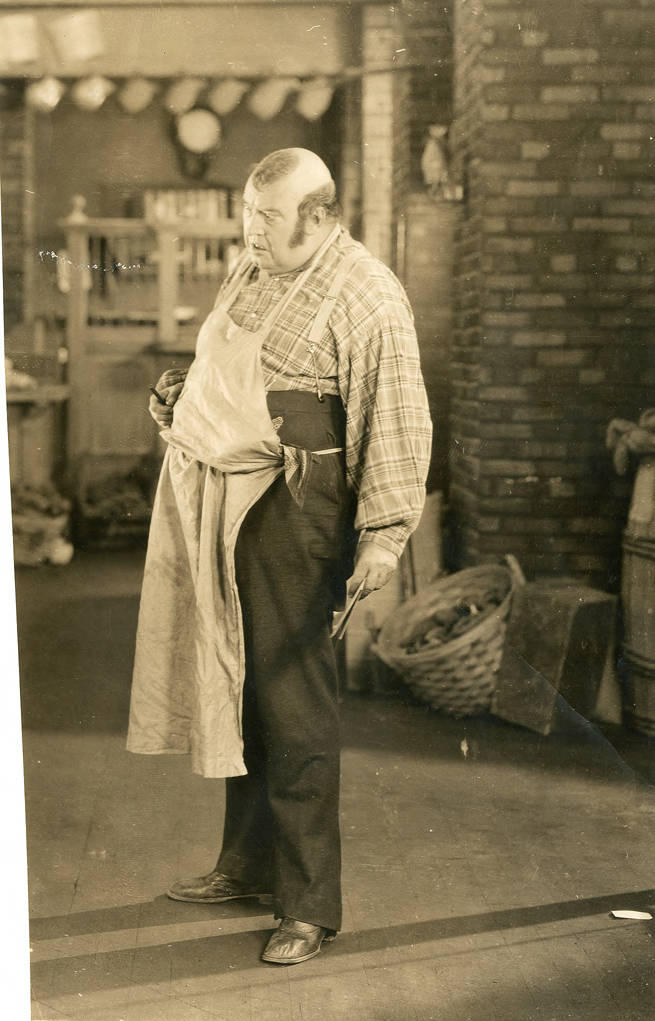
James A. Marcus in einer Rolle (um 1920)

James A. Marcus (* 21. Januar 1867 in New York City; † 15. Oktober 1937 in Hollywood, Kalifornien) war ein US-amerikanischer Schauspieler.

## Leben und Karriere
Der langjährige Bühnenschauspieler James Marcus, der unter anderem mehrere Male am Broadway auftrat, kam im Jahr 1915 zum Film. Sein Debüt machte er in Raoul Walshs einflussreichem Sozialdrama Regeneration, in welchem er den prügelnden und saufenden Stiefvater der Hauptfigur verkörperte. In der Stummfilmära konnte er sich in zahlreichen Filmen mit der Darstellung wichtigtuerischer Autoritätsfiguren profilieren, diesen Rollentypus hatte er bereits seit Ende des 19. Jahrhunderts auf der Bühne gespielt. Er arbeitete mit bekannten Regisseuren wie Charlie Chaplin, Victor Sjöström, Cecil B. DeMille und John Ford.
Zu seinen literarischen Rollen zählen der Gemischtwarenhändler Mr. Hobbs in Der kleine Lord (1921) neben Mary Pickford sowie der herzlose Mr. Bumble in der Charles-Dickens-Verfilmung Oliver Twist (1922) an der Seite von Jackie Coogan. 1925 spielte er an der Seite von Rudolph Valentino im Filmhit Der Adler sowie neben Tom Mix in Dick Turpin, der galante Bandit. 1927 war er als hitzköpfiger Colonel Blood der Gegenspieler von Laurel und Hardy in deren Kurzfilm Leichte Beute, ein Jahr später hatte er als Geschäftsmann Joe Horn in … aber das Fleisch ist schwach neben Gloria Swanson eine seiner heute noch bekanntesten Rollen. Mit Einsetzen des Tonfilms verkleinerten sich seine Rollen zusehends. Er wich vor allem auf B-Movie-Western aus, wo er Sheriffs, Viehbarone oder den Vater der Hauptfigur darstellte. Bei seinem Tod hatte er fast 120 Kinofilme gedreht.
James A. Marcus starb 1937 im Alter von 70 Jahren an einem Herzinfarkt. Er war von 1898 bis zu seinem Tod mit der Schauspielerin Lillian Hathaway verheiratet, sie hatten zwei Kinder.

## Filmografie (Auswahl)
- 1915: Regeneration
- 1915: Carmen
- 1920: Headin’ Home
- 1921: Der kleine Lord (Little Lord Fauntleroy)
- 1922: Oliver Twist
- 1923: Scaramouche
- 1923: Die Nächte einer schönen Frau (A Woman of Paris)
- 1924: Das eiserne Pferd (The Iron Horse)
- 1924: Die Liebesaffären des Beau Brummel (Beau Brummel)
- 1925: Der Adler (The Eagle)
- 1925: Die Millionenfaust (The Fighting Heart)
- 1925: Dick Turpin, der galante Bandit (Dick Turpin)
- 1926: Der scharlachrote Buchstabe (The Scarlet Letter)
- 1926: Sazarac, der Piratenkapitän (The Eagle of the Sea)
- 1926: Der Schrecken von Texas (The Texas Streak)
- 1926: Sibirien (Siberia)
- 1927: Laurel und Hardy: Leichte Beute (Duck Soup)
- 1927: König der Könige (The King of Kings)
- 1927: Kampf im Tal der Riesen (The Valley of the Giants)
- 1927: Wie Madame befehlen (Service for Ladies)
- 1928: … aber das Fleisch ist schwach (Sadie Thompson)
- 1928: Vergeltung (Revenge)
- 1928: In Old Arizona
- 1930: Billy the Kid
- 1930: Das Verbrechen von Buenas Terras (The Texan)
- 1931: Arrowsmith
- 1932: Hell’s House
- 1932: Ein ausgefuchster Gauner (High Pressure)
- 1933: Das Hohe Lied (The Song of Songs)
- 1934: Operator 13
- 1934: Sie töten für Gold (The Trail Beyond)
- 1934: Die scharlachrote Kaiserin (The Scarlet Empress)
- 1935: Flucht aus Paris (A Tale of Two Cities)
- 1935: Mit Volldampf voraus (Steamboat Round the Bend)
- 1936: Der Gefangene der Haifischinsel (The Prisoner of Shark Island)
- 1937: Maria Walewska (Conquest)